# Шульгино (Ленинградская область)
Шульгино — деревня в Ефимовском городском поселении Бокситогорского района Ленинградской области.

## Название
Происходит от фамилии «Шульгин».

## История
ШУЛЬГИНО — деревня Труфановского общества, прихода села Озерева. Речка Тушемелька. 

Крестьянских дворов — 7. Строений — 15, в том числе жилых — 7. Водяная мельница. 

Число жителей по семейным спискам 1879 г.: 17 м. п., 19 ж. п.; по приходским сведениям 1879 г.: 28 м. п., 24 ж. п.

В конце XIX — начале XX века деревня административно относилась к Тарантаевской волости 5-го земского участка 3-го стана Тихвинского уезда Новгородской губернии.
В начале XX века в 1 версте от деревни находился жальник, на нём часовня, в ней каменный крест.

ШУЛЬГИНО — деревня Труфановского общества, число дворов — 11, число домов — 17, число жителей: 22 м. п., 23 ж. п.; Занятия жителей: земледелие, лесные заработки. Речка Тушемелька. Часовня. (1910 год)

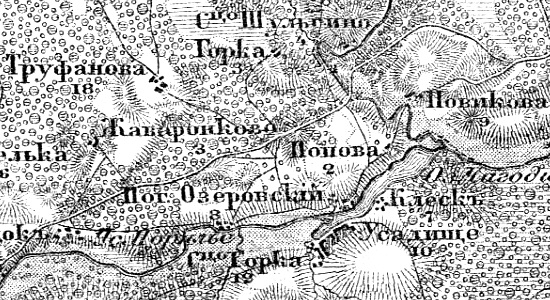
Деревня Шульгино на карте 1912 года

Согласно военно-топографической карте Новгородской губернии издания 1912 года, это было сельцо Шульгино, которое насчитывало 4 крестьянских двора.
С 1917 по 1918 год деревня входила в состав Тарантаевской волости Тихвинского уезда Новгородской губернии.
С 1918 года, в составе Череповецкой губернии.
С 1924 года, в составе Соминской волости.
С 1927 года, в составе Труфановского сельсовета Ефимовского района.
С 1928 года, в составе Озеревского сельсовета.
По данным 1933 года деревня Шульгино входила в состав Озеревского сельсовета Ефимовского района.
В 1940 году население деревни составляло 100 человек.
С 1965 года в составе Бокситогорского района.
По данным 1966 и 1973 годов деревня Шульгино также входила в состав Озеревского сельсовета.
По данным 1990 года деревня Шульгино входила в состав Климовского сельсовета.
В 1997 году в деревне Шульгино Климовской волости проживали 14 человек, в 2002 году — 32 человека (все русские).
В 2007 году в деревне Шульгино Климовского СП проживали 39 человек, в 2010 году — 11.
В мае 2019 года Климовское сельское поселение вошло в состав Ефимовского городского поселения.

## География
Деревня расположена в южной части района на автодороге 41К-030 (Красная Речка — Турандино).
Расстояние до деревни Климово — 15 км.
Расстояние до ближайшей железнодорожной станции Ефимовская — 39 км. 
Деревня находится на правом берегу реки Тушемелька.

## Демография
| 1997 | 2002 | 2007 | 2010 | 2017 |
| ---- | ---- | ---- | ---- | ---- |
| 14   | ↗32  | ↘6   | ↗11  | ↘6   |

## Инфраструктура
На 1 января 2013 года в деревне числилось 5 домохозяйств.